# Tony Doyle
Tony Doyle (født 19. maj 1958 i Ashford i England, død 30. april 2023) var en cykelrytter fra England. Hans foretrukne disciplin var banecykling, hvor han vandt medaljer ved nationale- europæiske- og verdensmesterskaber. På landevej opnåede han blandt andet en andenplads fra Circuit des Ardennes 1979.
Doyle vandt sit første seksdagesløb i 1983, og den sidste af 23 sejre kom i 1994. To af sejrene kom ved Københavns seksdagesløb i 1987 og 1988, hvor han vandt med makker Danny Clark.
Efter han stoppede sin aktive karriere havde han flere fremtrædende poster indenfor britisk cykling.